# Esparreguera marina

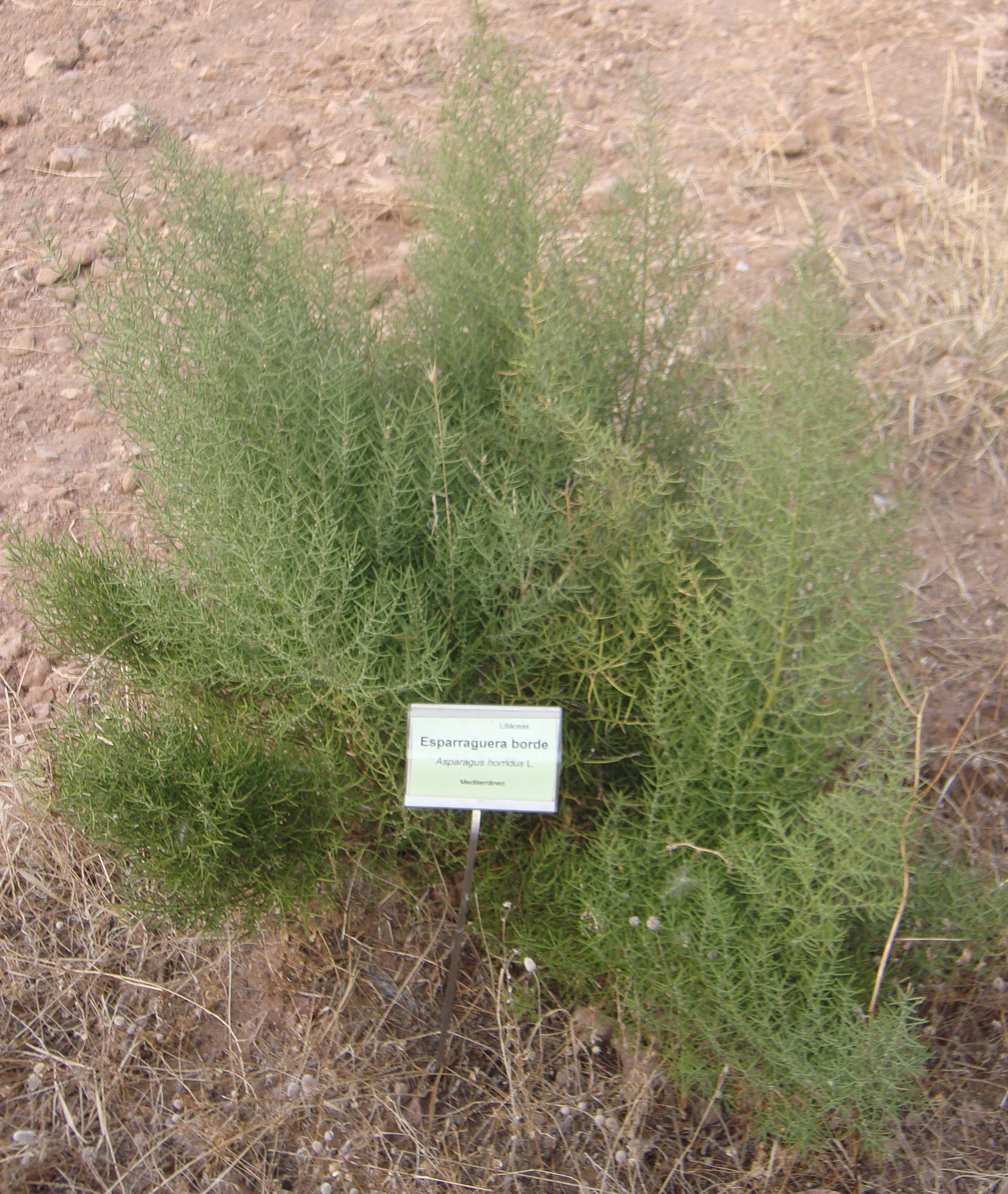
Vista de la planta

L'esparreguera marina (Asparagus horridus) és una espècie de planta de la família de les asparagàcies. També rep el nom d'esparreguera de menjar, esparreguera marina o esparreguera vera.

## Descripció
És un arbust d'uns 30-80 cm, de color grisenc (glauc), armat per grans espines rígides, amb les tiges verdes, esteses o arquejades.
Les fulles són petites, primes, papiràcies i de forma triangular. Les tiges tenen cladodis rígids acabats en punxa, d'uns 20-30 mm.
Les flors en són petites, unisexuals, violàcies i dioiques. Tenen una línia marcada en cada una de les 6 divisions del periant. La flor té forma de campana, surten solitàries o en grups de fins a 8. Floreix de març a octubre.
El fruit és una baia de color negre, d'uns 6 mm. Primerament són de color bru i de color negre quan és madur.

## Distribució i hàbitat
Es distribueix pel sud de la regió mediterrània. Es troba en màquies, garrigues, camins i llocs secs; se'n distribueix per Alacant, Barcelona, Castelló, Illes Balears, Tarragona i València. És una espècie comestible d'on es cullen els millors espàrrecs silvestres. Creix habitualment entre els 0 i els 400 metres d'altitud. Rarament creix fins als 600 metres.

## Etimologia
El nom horridus, prové del llatí, que significa 'eriçat'.